# Sherry Cola
Sherry Cola (Shanghái, 10 de noviembre de 1989) es una actriz y comediante china-estadounidense. Interpretó a Alice Kwan en Good Trouble de Freeform y fue una de las cuatro protagonistas, Lolo Chen, de la comedia Joy Ride del 2023.

## Primeros años
Sherry Cola nació el 10 de noviembre de 1989 en Shanghái, China  y luego se mudó a Temple City, California. Sus padres tenían un restaurante en San Gabriel, California.
Cola asistió a la Universidad Estatal de California, Fullerton, durante siete años y dijo sobre ese momento: "Francamente, no tenía las cosas claras". En CSU Fullerton, hizo radio en el campus. Después de graduarse, trabajó en 97.1 FM en Los Ángeles.

## Carrera
Posteriormente, Cola consiguió un segmento en el programa de radio de Carson Daly. Más tarde comenzó a dedicarse a la comedia tomando clases de Upright Citizens Brigade y haciendo monólogos de comedia.
Cola tuvo su oportunidad en la televisión en 2017 después de obtener una aparición de siete episodios en I Love Dick de Amazon.

## Vida personal
Cola es bisexual. Se desempeñó como Gran Mariscal en la Marcha del orgullo LGBT de San Francisco de 2022.

## Filmografía

### Películas
| Año  | Título                 | Papel                   | Notas |
| ---- | ---------------------- | ----------------------- | ----- |
| 2019 | Endings, Beginnings    | Chris                   | [ 7 ] |
| 2021 | Music                  | Gerente de la cafetería |       |
| 2022 | Red                    | Helen (voz)             | [ 7 ] |
| 2023 | Joy Ride               | Lolo Chen               |       |
| 2023 | Shortcomings           | Alice                   | [ 3 ] |
| 2024 | The Tiger's Apprentice | Naomi                   | [ 3 ] |
| TBA  | Sick Girl              |                         | [ 5 ] |

### Televisión
| Año           | Título                               | Papel                                            | Notas                                   |
| ------------- | ------------------------------------ | ------------------------------------------------ | --------------------------------------- |
| 2017          | I Love Dick                          | Natalie                                          | Recurrente                              |
| 2017          | Transparent                          | Improviser #3                                    | Episodio: "Groin Anomaly"               |
| 2017          | Life in Pieces                       | Cutter                                           | Episodio: "Treasure Ride Poker Hearing" |
| 2017          | SafeWord                             | Ella misma                                       | MTV                                     |
| 2018–2019     | Claws                                | Agente Especial Lucy Chun                        | Recurrente                              |
| 2019–presente | Good Trouble                         | Alice Kwan                                       | Protagonista                            |
| 2021          | Poorly Drawn Lines                   | The Guardian of The Forest of the Backyard (voz) | Episodio: "The Forest of the Backyard"  |
| 2022          | Baby Shark's Big Show!               | Viv (voz)                                        | 2 episodios                             |
| 2023          | Transformers: La chispa de la Tierra | Cadete Kwan (voz)                                | 2 episodios                             |